# Great Sankey
Great Sankey is een civil parish in het bestuurlijke gebied Warrington, in het Engelse graafschap Cheshire. De plaats telt 28.370 inwoners.